# Jakobsdorf
Jakobsdorf ist eine Gemeinde westlich von Stralsund im Landkreis Vorpommern-Rügen. Die Gemeinde wird vom Amt Niepars mit Sitz in der Gemeinde Niepars verwaltet.

## Geografie und Verkehr
Jakobsdorf liegt etwa 16 Kilometer südwestlich der Stadt Stralsund. Nur drei Kilometer östlich verläuft die Bundesstraße 194. Die Gemeinde ist über den Anschluss Grimmen-Ost der Bundesautobahn 20 zu erreichen. Im Norden grenzt die Gemeinde an das Flüsschen Barthe. Die Gemeinde ist zweigeteilt in die Gemeindeteile um Nienhagen und Jakobsdorf. Sie werden durch die Gemeindegebiete Velgast und Steinhagen getrennt. Im Gemeindegebiet existieren keine größeren Seen oder Wälder. Es grenzt aber an große Waldgebiete, wie den Knirkhorst.
Die Ortsteile der Gemeinde sind Nienhagen, Grün Kordshagen, Berthke und Jakobsdorf.

## Geschichte
Nahe der Gutshausruine Endingen liegt der in das frühe Alleröd datierende Elchjägerplatz Endingen VI und repräsentiert damit den ältesten absolut datierten Nachweis einer menschlichen Besiedlung in Nordostdeutschland und wird auf circa 11.000 vor Christus vermutet.
Endingen selbst, wird 1273 als das klösterliche Versorgungsgut des Klosters Neuenkamp erstmals urkundlich erwähnt. Bis 1534 befand sich das Gut im Besitz dieses Zisterzienserklosters. 
Nach Zugehörigkeit zum Fürstentum Rügen fiel die Gegend im Jahr 1326 an das Herzogtum Pommern. Nach dem Dreißigjährigen Krieg bis zum Jahr 1815 gehörte sie dann zu Schwedisch-Pommern und danach zur preußischen Provinz Pommern.
Die Gemeinde war dann bis 1952 Teil des Landkreises Franzburg-Barth und gehörte danach bis 1994 zum Kreis Stralsund im Bezirk Rostock. Seit 1990 gehört Jakobsdorf zum Land Mecklenburg-Vorpommern.

## Wappen, Flagge, Dienstsiegel
Die Gemeinde verfügt über kein amtlich genehmigtes Hoheitszeichen, weder Wappen noch Flagge. Als Dienstsiegel wird das kleine Landessiegel mit dem Wappenbild des Landesteils Vorpommern geführt. Es zeigt einen aufgerichteten Greifen mit aufgeworfenem Schweif und der Umschrift „GEMEINDE JAKOBSDORF * LANDKREIS VORPOMMERN-RÜGEN“.

## Sehenswürdigkeiten
- Gutshausruine Endingen von 1273
- Gutshauspark
- Landschaftsschutzgebiet „Barthe“
- Findling Mönchstein in Grün Kordshagen